# 佛海县
佛海縣，中国旧县名。
在雲南省思茅縣南，接緬越界。土名猛混，本名猛海，又有蘇佛山，故名佛海。舊為車里宜慰司地；民國元年，設為普恩沿邊行政總局地，二年劃為行政第三區，十八年（1929年）十二月十一日新設佛海縣於此，直屬於雲南省政府。1950年起，属宁洱专区、普洱专区、思茅专区。1954年9月撤銷，改設區級版納勐海。1958年改勐海縣。